# Acropora
Acropora là một chi san hô đá trong ngành Cnidaria. Một vài loài trong số này được gọi là san hô tán/bàn, như Acropora palmata và Acropora cervicornis. Có hơn 149 loài đã được miêu tả.

## Loài

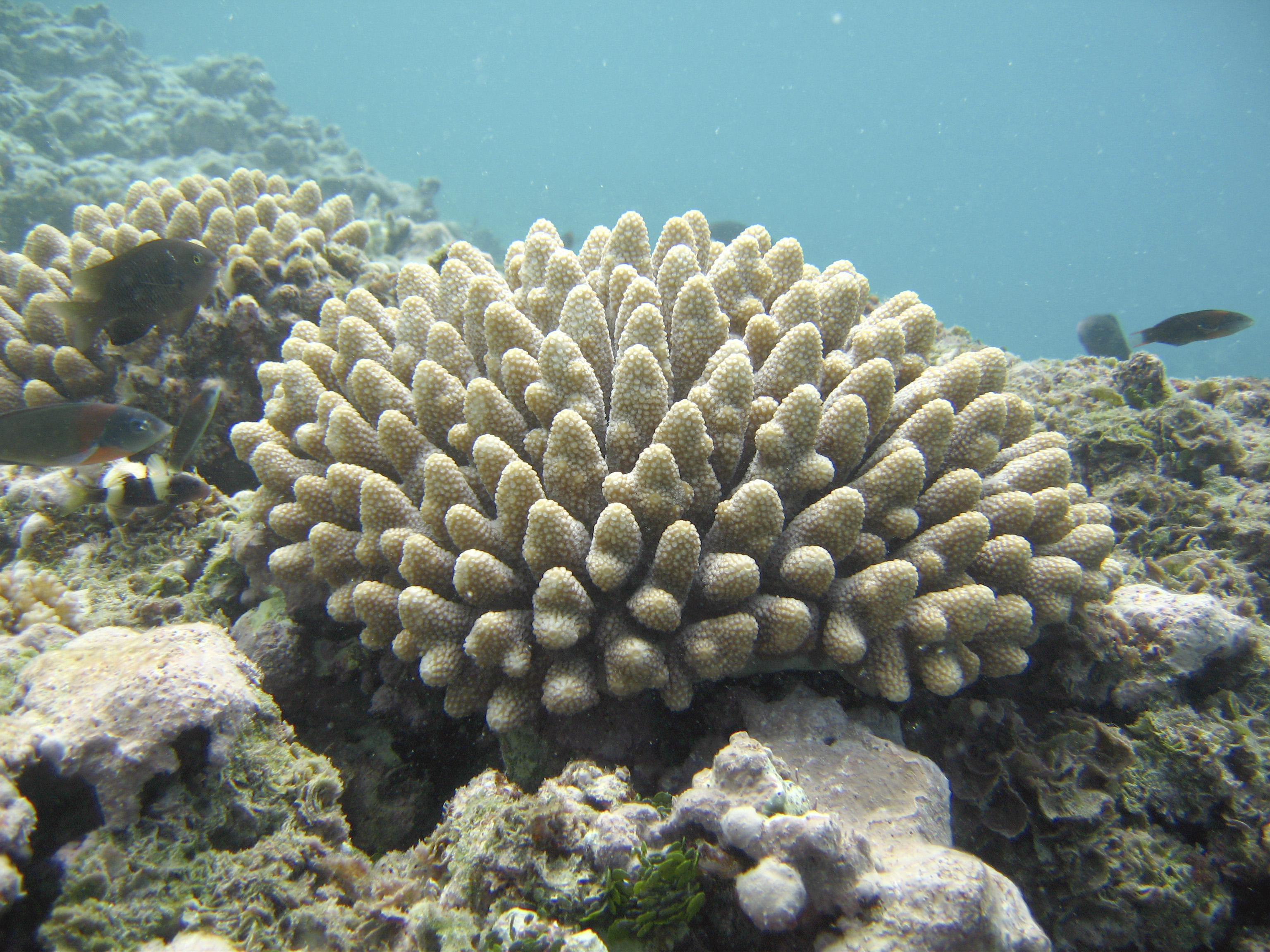
Acropora (Acroporidae) ở French Frigate Shoals, tây bắc quần đảo Hawaii

- Acropora abrolhosensis Veron, 1985
- Acropora abrotanoides (Lamarck)
- Acropora aculeus (Dana, 1846)
- Acropora acuminata (Verrill, 1864)
- Acropora akajimensis Veron, 1990
- Acropora anthocercis (Brook, 1893)
- Acropora arabensis Hodgson and Carpenter, 1996
- Acropora aspera (Dana, 1846)
- Acropora austera (Dana, 1846)
- Acropora awi Wallace and Wolstenholme, 1998
- Acropora azurea Veron and Wallace, 1984
- Acropora batunai Wallace, 1997
- Acropora branchi Riegl, 1995
- Acropora brueggemanni (Brook, 1893)
- Acropora bushyensis Veron and Wallace, 1984
- Acropora cardenae Wells, 1986
- Acropora carduus (Dana, 1846)
- Acropora caroliniana Nemenzo, 1976
- Acropora cerealis (Dana, 1846)
- Acropora cervicornis (Lamarck, 1816) -- staghorn coral
- Acropora chesterfieldensis Veron and Wallace, 1984
- Acropora clathrata (Brook, 1891)
- Acropora convexa
- Acropora copiosa Nemenzo, 1967
- Acropora crassa (Milne-Edwards and Haime, 1860)
- Acropora crateriformis (Gardiner, 1898)
- Acropora cuneata (Dana, 1846)
- Acropora cymbicyathus (Brook)
- Acropora cytherea (Dana, 1846)
- Acropora danai (Milne-Edwards and Haime, 1860)
- Acropora delicatula (Brook)
- Acropora dendrum (Bassett-Smith, 1890)
- Acropora derawaensis Wallace, 1997
- Acropora desalwii Wallace, 1994
- Acropora digitifera (Dana, 1846)
- Acropora divaricata (Dana, 1846)
- Acropora diversa (Brook)
- Acropora donei Veron and Wallace, 1984
- Acropora echinata (Dana, 1846)
- Acropora elegans (Milne-Edwards and Haime, 1860)
- Acropora elseyi (Brook, 1892)
- Acropora eurystoma (Klunzinger, 1879)
- Acropora exquisita Nemenzo, 1971
- Acropora florida (Dana, 1846)
- Acropora formosa (Dana, 1846)
- Acropora gemmifera (Brook, 1892)
- Acropora glauca (Brook, 1893)
- Acropora grandis (Brook, 1892)
- Acropora granulosa (Milne-Edwards and Haime, 1860)
- Acropora halmaherae Wallace and Wolstenholme, 1998
- Acropora hemprichii (Ehrenberg, 1834)
- Acropora hoeksemai Wallace, 1997
- Acropora horrida (Dana, 1846)
- Acropora humilis (Dana, 1846)
- Acropora hyacinthus (Dana, 1846)
- Acropora indiana Wallace, 1994
- Acropora indonesia Wallace, 1997
- Acropora insignis Nemenzo, 1967
- Acropora intermedia (Brook, 1891)
- Acropora irregularis (Brook, 1892)
- Acropora jacquelinae Wallace, 1994
- Acropora kirstyae Veron and Wallace, 1984
- Acropora kosurini Wallace, 1994
- Acropora latistella (Brook, 1892)
- Acropora listeri (Brook, 1893)
- Acropora loisetteae Wallace, 1994
- Acropora lokani Wallace, 1994
- Acropora longicyathus (Milne-Edwards and Haime, 1860)
- Acropora loripes (Brook, 1892)
- Acropora lovelli Veron and Wallace, 1984
- Acropora lutkeni Crossland, 1952
- Acropora magnifica Nemenzo, 1971
- Acropora microclados (Ehrenberg, 1834)
- Acropora microphthalma (Verrill, 1869)
- Acropora millepora (Ehrenberg, 1834)
- Acropora mirabilis Quelch, 1886
- Acropora monticulosa (Brueggemann, 1879)
- Acropora mossambica Riegl, 1995
- Acropora multiacuta Nemenzo, 1967
- Acropora nana (Studer, 1878)
- Acropora nasuta (Dana, 1846)
- Acropora natalensis Riegl, 1995
- Acropora nobilis (Dana, 1846)
- Acropora ocellata (Klunzinger, 1879)
- Acropora palifera (Lamarck, 1816)
- Acropora palmata (Lamarck, 1816) -- elkhorn coral
- Acropora palmerae Wells, 1954
- Acropora paniculata Verrill, 1902
- Acropora parilis Quelch, 1886
- Acropora pharaonis (Milne-Edwards and Haime, 1860)
- Acropora plumosa Wallace and Wolstenholme, 1998
- Acropora pocilloporina Wallace, 1994
- Acropora polystoma (Brook, 1891)
- Acropora prolifera (Lamarck, 1816) -- fused staghorn coral
- Acropora pruinosa (Brook, 1893)
- Acropora pulchra (Brook, 1891)
- Acropora rambleri Bassett-Smith, 1890
- Acropora reticulata (Brook, 1893)
- Acropora robusta (Dana, 1846)
- Acropora rosaria (Dana, 1846)
- Acropora rudis (Rehberg, 1892)
- Acropora russelli Wallace, 1994
- Acropora sabulata (Dana, 1846)
- Acropora samoensis (Brook, 1891)
- Acropora sarmentosa (Brook, 1892)
- Acropora schmitti Wells, 1950
- Acropora secale (Studer, 1878)
- Acropora sekiseiensis Veron, 1990
- Acropora selago (Studer, 1878)
- Acropora simplex Wallace and Wolstenholme, 1998
- Acropora solitaryensis Veron and Wallace, 1984
- Acropora sordiensis Riegl, 1995
- Acropora spicifera (Dana, 1846)
- Acropora splendida Nemonzo
- Acropora squarrosa (Ehrenberg, 1834)
- Acropora stoddarti Pillai and Scheer, 1976
- Acropora striata (Verrill, 1866)
- Acropora subglabra (Brook, 1891)
- Acropora subulata (Dana, 1846)
- Acropora suharsonoi Wallace, 1994
- Acropora sukarnoi Wallace, 1997
- Acropora surculosa (Dana, 1846)
- Acropora tanegashimensi -s Veron, 1990
- Acropora tenella (Brook, 1892)
- Acropora tenuis (Dana, 1846)
- Acropora teres (Verrill, 1866)
- Acropora togianensis Wallace, 1997
- Acropora torihalimeda Wallace, 1994
- Acropora tortuosa (Dana, 1846)
- Acropora tumida Verrill, 1866
- Acropora turaki Wallace, 1994
- Acropora valenciennesi (Milne-Edwards and Haime, 1860)
- Acropora valida (Dana, 1846)
- Acropora variabilis (Klunzinger, 1879)
- Acropora vaughani Wells, 1954
- Acropora vennoveter Venson and Veterline, 2007
- Acropora verweyi Veron and Wallace, 1984
- Acropora wallacea Veron, 1990
- Acropora willisae Veron and Wallace, 1984
- Acropora yongei Veron and Wallace, 1984